# 데스 인 준

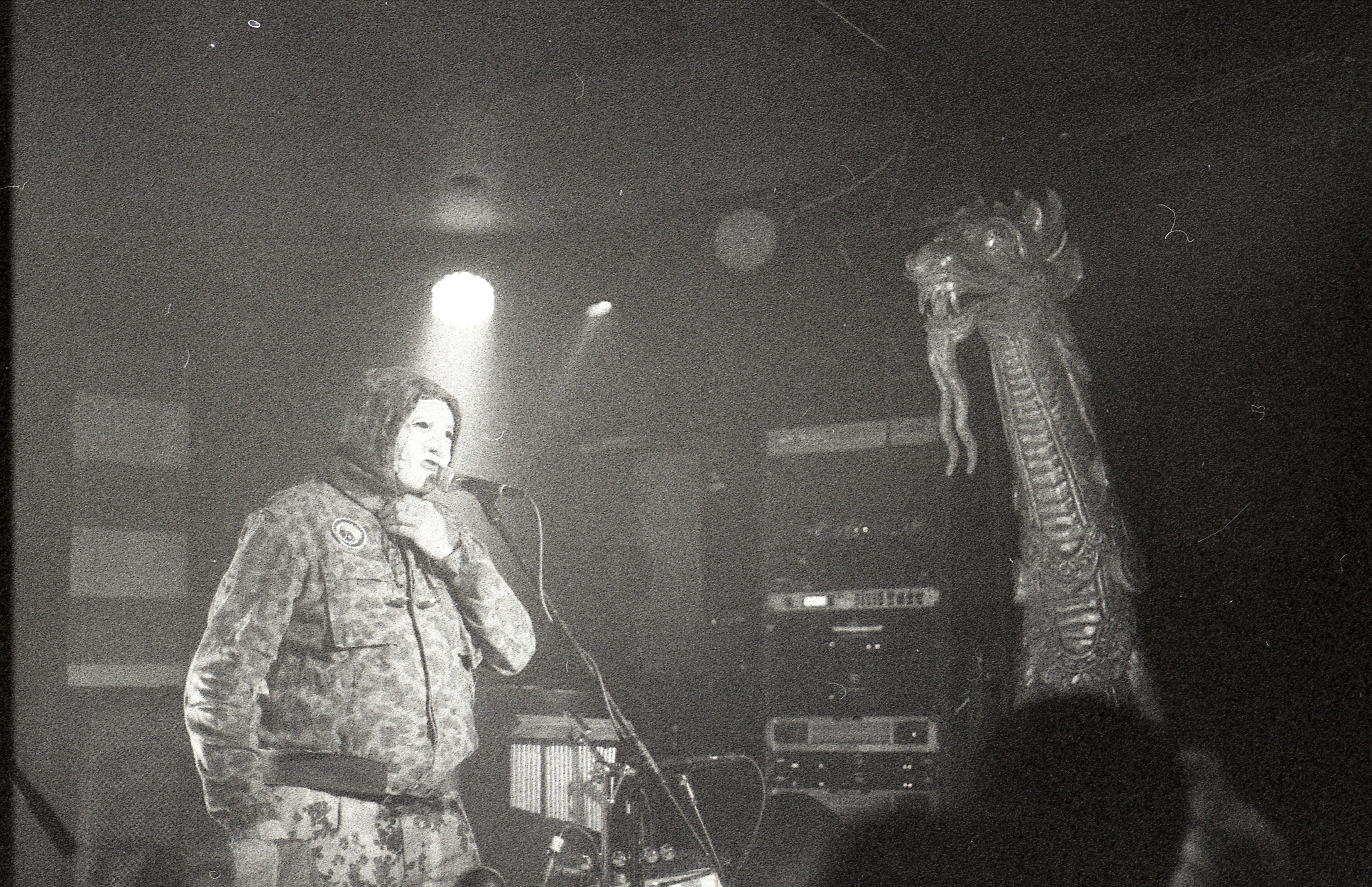

데스 인 준(Death in June)은 영국 뮤지션 더글러스 P.(Douglas P., Douglas Pearce)가 이끄는 네오포크 그룹이다. 이 밴드는 원래 1981년 영국에서 트리오로 결성되었지만 다른 멤버들이 1984년과 1985년에 다른 프로젝트를 위해 떠난 후 그룹은 더글러스 P.와 다양한 협력자들의 작품이 되었다. 밴드가 존재하는 40년 동안 그들은 스타일과 프레젠테이션에 수많은 변화를 가져왔으며, 그 결과 초기 포스트펑크와 인더스트리얼 음악의 영향에서 좀 더 어쿠스틱하고 포크 음악 지향적인 접근 방식으로 전반적으로 전환되었다. 더글러스 P.의 영향은 네오포크를 촉발시키는 데 중요한 역할을 했으며, 이후 그의 음악이 그 일부가 되었다.

## 음반
- The Guilty Have No Pride (1983)
- Burial (1984)
- Nada! (1985)
- The World That Summer (1986)
- Brown Book (1987)
- Östenbräun (1989)
- The Wall of Sacrifice (1989)
- But, What Ends When the Symbols Shatter? (1992)
- Rose Clouds of Holocaust (1995)
- Death in June Presents: Occidental Martyr (1995)
- Death in June Presents: KAPO! (1996)
- Heaven Sent (1996) (collaboration with Boyd Rice and John Murphy of The Associates under the name Scorpion Wind)
- Take Care & Control (1998)
- Operation Hummingbird (2000)
- All Pigs Must Die (2001)
- Death in June & Boyd Rice : Alarm Agents (2004)
- Free Tibet (2006) MP3 release only via official website
- The Rule of Thirds (2008)
- Peaceful Snow/Lounge Corps (2010)
- The Snow Bunker Tapes (2013)
- Essence! (2018)
- NADA-Ized! (2022)